# Rubescourt
Rubescourt és un municipi francès situat al departament del Somme i a la regió dels Alts de França. L'any 2007 tenia 133 habitants.

## Demografia

### Població

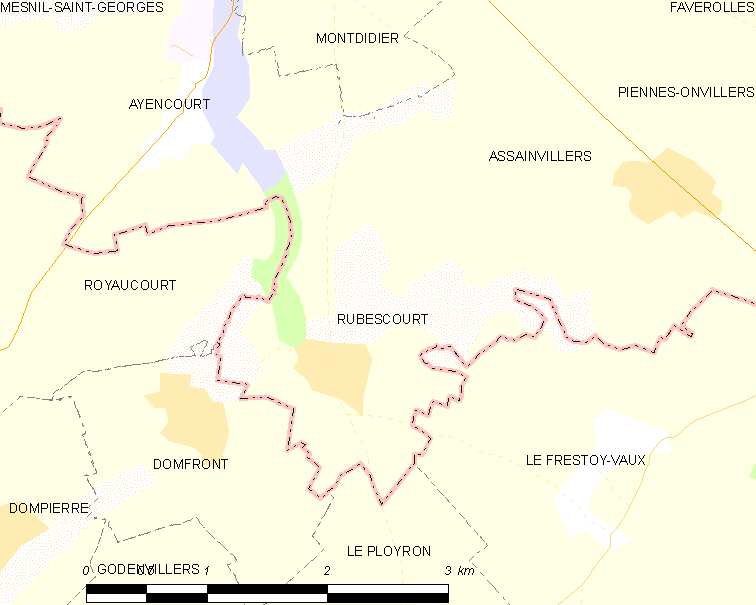

El 2007 la població de fet de Rubescourt era de 133 persones. Hi havia 48 famílies de les quals 8 eren unipersonals (8 homes vivint sols), 20 parelles sense fills i 20 parelles amb fills.
La població ha evolucionat segons el següent gràfic:
Habitants censats

### Habitatges
El 2007 hi havia 54 habitatges, 48 eren l'habitatge principal de la família, 2 eren segones residències i 4 estaven desocupats. Tots els 53 habitatges eren cases. Dels 48 habitatges principals, 33 estaven ocupats pels seus propietaris i 15 estaven llogats i ocupats pels llogaters; 2 tenien dues cambres, 7 en tenien tres, 12 en tenien quatre i 27 en tenien cinc o més. 35 habitatges disposaven pel capbaix d'una plaça de pàrquing. A 20 habitatges hi havia un automòbil i a 26 n'hi havia dos o més.

### Piràmide de població
La piràmide de població per edats i sexe el 2009 era:
| Homes | Edats   | Dones |
| ----- | ------- | ----- |
| 0     | 95 o +  | 0     |
| 0     | 90 a 94 | 0     |
| 0     | 85 a 89 | 0     |
| 0     | 80 a 84 | 0     |
| 0     | 75 a 79 | 0     |
| 4     | 70 a 74 | 4     |
| 0     | 65 a 69 | 4     |
| 0     | 60 a 64 | 0     |
| 0     | 55 a 59 | 0     |
| 4     | 50 a 54 | 0     |
| 16    | 45 a 49 | 8     |
| 4     | 40 a 44 | 12    |
| 0     | 35 a 39 | 0     |
| 8     | 30 a 34 | 0     |
| 4     | 25 a 29 | 16    |
| 8     | 20 a 24 | 4     |
| 4     | 15 a 19 | 0     |
| 8     | 10 a 14 | 8     |
| 4     | 5 a 9   | 4     |
| 4     | 0 a 4   | 8     |

## Economia
El 2007 la població en edat de treballar era de 91 persones, 68 eren actives i 23 eren inactives. De les 68 persones actives 59 estaven ocupades (34 homes i 25 dones) i 9 estaven aturades (4 homes i 5 dones). De les 23 persones inactives 10 estaven jubilades, 4 estaven estudiant i 9 estaven classificades com a «altres inactius».
Activitats econòmiques
L'únic establiment que hi havia el 2007 era d'una empresa de construcció.
L'únic servei als particulars que hi havia el 2009 era una fusteria.

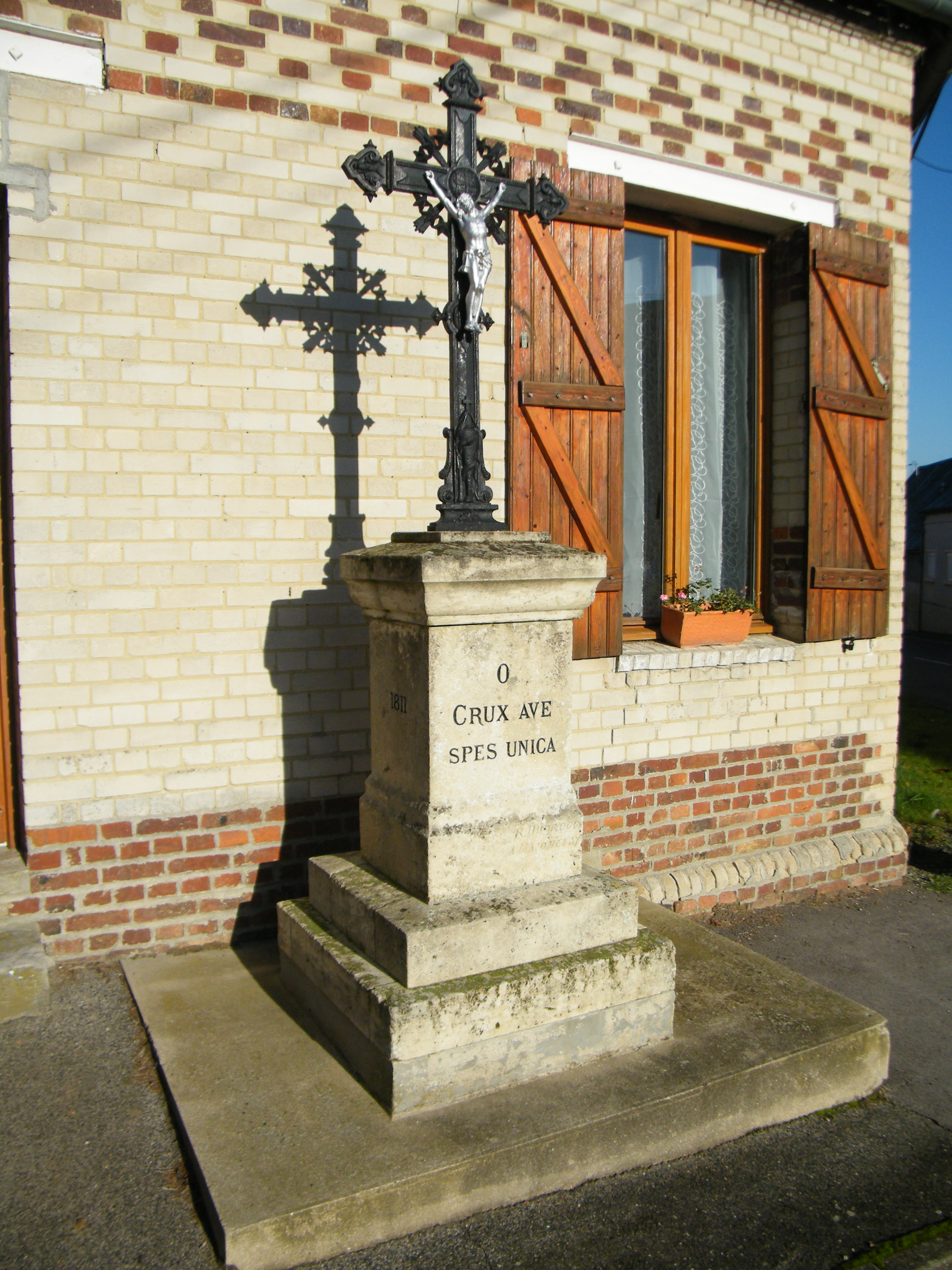

L'any 2000 a Rubescourt hi havia 5 explotacions agrícoles que ocupaven un total de 545 hectàrees.

## Poblacions més properes
El següent diagrama mostra les poblacions més properes.